# Victor Gonzalez (director)
Victor Gonzalez es un director de televisión estadounidense.
Comenzó su carrera como operador de cámara en la serie de ALF. Él continuó como operador de cámara durante muchos años en comedias como Roseanne, Married with Children, Home Improvement, That's So Raven y Reba.
Su debut como director en la cadena Telemundo con la comedia Los Beltrán en el año 2000. Después, pasó a episodios directos de Half & Half, George López, Wizards of Waverly Place, Par de Reyes, I'm in the Band, A.N.T. Farm y Rules of Engagement.